# Persenbeug-Gottsdorf
Persenbeug-Gottsdorf – gmina targowa w Austrii, w kraju związkowym Dolna Austria, w powiecie Melk. Liczy 2 239 mieszkańców (1 stycznia 2014).